# Stictoptera grisea
Stictoptera grisea là một loài bướm đêm trong họ Noctuidae.